# Ixodorhynchidae
Famille
Les Ixodorhynchidae  sont une famille d'acariens Mesostigmata. Elle contient huit genres et une douzaine d'espèces.

## Liste des genres
- Asiatolaelaps Fain, 1961
- Chironobius Lombert & Moss, 1983
- Ixobioides Fonseca, 1934
- Ixodorhynchoides Johnston, 1962
- Ixodorhynchus Ewing, 1922
- Ophiogongylus Lombert & Moss, 1983
- Scutanolaelaps Lavoipierre, 1959
- Strandtibbettsia Fain, 1961